# ヴィッセン
ヴィッセン (独: Wissen)はドイツ連邦共和国 ラインラント＝プファルツ州アルテンキルヒェン郡にある市。ジーク川沿いにあり、アルテンキルヒェンの北東約12kmに位置する。
ヴィッセン連合自治体 (独: Verbandsgemeinde Wissen) の行政庁所在地でもある。